# Diplurus
Diplurus é um gênero extinto de celacanto da família Mawsoniidae. Viveu durante o período Triássico.